# Angelina

Angelina (aparținând Santa Catarina SC) este un oraș în Brazilia de Vest.